# Кейт Остин
Кэ́трин Энн (Кейт) О́стин (англ. Katherine Anne «Kate» Austen) — одна из главных героинь телесериала «Остаться в живых». Кейт — одна из выживших, летевших в средней части самолёта Oceanic 815. 
Её роль исполнила канадская актриса Эванджелин Лилли.

## Биография

### До авиакатастрофы
Кейт родилась в 1977 году и выросла в Айове. Мать — Диана Янссен, официантка. Отчим — Сэм Остин, ветеран войны в Корее. Биологический отец — алкоголик Уэйн.
После развода мать Кейт возобновила отношения с Уэйном. Напиваясь, он приставал к ней и к дочери, регулярно избивал их. Кейт убила его. Мать донесла на неё в полицию.
С этого момента Кейт пустилась в бега, а полиция открыла на неё охоту.
Позднее Кейт узнала, что мать умирает от рака. Кейт решила навестить мать в больнице, но увидев дочь, Диана начала кричать о помощи. Кейт с трудом удалось избежать ареста.
Добравшись до Флориды, она попыталась начать новую жизнь под именем Моники. Познакомилась с офицером полиции. Вышла за него замуж. Порвать с прошлым у неё не вышло. Она поняла, что рано или поздно ей придётся раскрыть своё настоящее имя. Она рассказала мужу о своём прошлом и скрылась.
Спустя некоторое время она узнала, что на хранении в банке Нью-Мексико вещица, к которой Кейт испытывала сентиментальную привязанность. Рискуя быть пойманной, Кейт под именем Мегги приехала в Нью-Мексико, присоединилась к банде грабителей и разработала план ограбления банка, чтобы заполучить дорогую для неё вещь. Однако, когда она оказалась в хранилище банка, один из её сообщников решил убить сотрудника банка, и Кейт выстрелами ранила бандита и двоих его сообщников, после чего, забрав эту вещь, вновь пустилась в бега.
После этого она уехала в Австралию. Попала на ферму и прожила там 4 месяца. Хозяин фермы узнал, кто она, и за вознаграждение в размере 23 тысячи (отсылка к числам) сдал девушку полиции. Кейт арестовали. С полицейским Эдвардом Марсом, сопровождавшим её, она ступила на борт самолёта Oceanic 815.

### На острове

#### Сезон 1
Когда самолёт вошёл в зону турбулентности, на Марса сверху упала чья-то сумка, и он потерял сознание. Вытащив из кармана пристава ключ, Кейт расстегнула наручники. Позднее их нашёл Уолт, а потом с их помощью усмирили разбушевавшегося Джина, приковав его к обломку самолёта. Спасшиеся нашли и кейс пристава, в котором лежало оружие. После крушения первым человеком, с которым сблизилась Кейт, стал Джек Шепард — он попросил девушку зашить рану на его спине, так как не мог достать до неё самостоятельно. («Таинственный остров — Часть 1», 1-я серия 1-го сезона). Обладая решительным и бесстрашным характером, девушка наряду с Джеком, Локком, Саидом и Сойером вошла в состав наиболее активных членов лагеря выживших. Кроме того, вместе с Джеком и Сойером она составила любовный треугольник. От Эдварда Марса, получившего смертельное ранение во время авиакатастрофы, доктор узнал, что Кейт — беглая преступница. Однако, так как она проявила себя на острове с лучшей стороны, он не изменил своего отношения к девушке.
На следующий день после крушения Кейт вместе с Джеком и Чарли отправилась на поиски кабины самолёта, чтобы забрать трансивер и передать по нему сигнал бедствия. Во время похода они впервые столкнулись с таинственным островным монстром. Обнаружив трансивер, они выяснили, что он сломан, но Саид починил его и вместе с Кейт и другими спасшимися отправился через лес на возвышенность, откуда было больше шансов благополучно отправить сигнал. Но вместо этого они сами засекли сигнал бедствия, который кто-то отправлял с острова на протяжении шестнадцати лет. («Таинственный остров — Часть 2», 2-я серия 1-го сезона).
Спустя несколько дней Саид с разрешения Джека применил к Сойеру пытки, чтобы тот рассказал, где спрятал необходимые Шеннон лекарства. Аферист согласился признаться, но только одной лишь Кейт, а, когда девушка пришла к нему, потребовал, чтобы в обмен она поцеловала его. Кейт нехотя согласилась, и этот поцелуй стал началом их романтических отношений, хотя в итоге и выяснилось, что никаких лекарств у Сойера не было. («Мошенник», 8-я серия 1-го сезона).
Когда Итан похитил Чарли и Клер, Кейт вместе с Джеком бросилась в погоню. По пути они нашли Чарли, повешенного за шею на дереве, и доктор с большим трудом смог реанимировать его. («У всех лучших ковбоев были проблемы с родителями», 11-я серия 1-го сезона). Вскоре после этого происшествия Кейт, плавая вместе с Сойером у водопада, нашла на дне кейс пристава. Сойер забрал находку себе, но, как ни старался, не смог отпереть замок. Тогда девушка с помощью Джека выкопала из могилы труп Марса и забрала из его бумажника ключ. В её присутствии Джек открыл кейс и нашёл внутри пистолеты, а Кейт забрала игрушечный самолётик Бреннана. («Что бы в этом кейсе ни было», 12-я серия 1-го сезона).
Её отношения с Сойером стали теснее после того, как, охотясь на кабана, они остались в лесу на ночёвку. Сидя у костра, они разговорились и во время игры в вопросы и ответы многое узнали друг о друге. В частности выяснилось, что им обоим доводилось убивать человека. («Преступники», 16-я серия 1-го сезона). Тем не менее, после того, как Кейт пыталась занять место Сойера на плоту, он рассказал спасшимся, что она преступница, и на некоторое время они стали врагами. («Рождённая убегать», 22-я серия 1-го сезона). Затем девушка вошла в состав группы, которая отправилась за динамитом к кораблю «Чёрная скала» — спасшиеся планировали взорвать крышку люка и спрятаться внутри него на время вторжения Других. Вернувшись уже после отплытия плота, она расстроилась из-за того, что не успела попрощаться с Сойером. («Исход. Часть 2», 24-я серия 1-го сезона).

#### Сезон 2
После того, как люк был открыт, Кейт первая проникла в бункер. Когда она исчезла, за нею спустился Лок, а затем и Джек. Он обнаружил, что старик и девушка попали в плен к обитателю бункера. Им оказался Десмонд Хьюм, которого Джек знал ещё до авиакатастрофы. («Человек науки, человек веры», 1-я серия 2-го сезона). Вскоре в лагерь прибыла группа спасшихся из хвоста самолёта. Они привели с собой раненого Сойера, и, пока он лежал без сознания в бункере, Кейт выхаживала его. В тот же период она стала считать, что сходит с ума, сначала встретив в джунглях чёрную лошадь, а затем услышав, как Сойер в бреду заговорил с нею голосом Уэйна. Кейт в панике убежала из бункера в лес, где её и нашёл Джек. В порыве эмоций она поцеловала его и опять убежала. Позднее, будучи в лесу вместе с Сойером, она ещё раз увидела чёрную лошадь. («Что сделала Кейт», 9-я серия 2-го сезона).
Позднее вместе с Клер и Руссо она отправилась на поиски медицинской станции. Пока Клер была занята поисками вакцины для её заболевшего малыша, а француженка безуспешно пыталась обнаружить следы Алекс, Кейт нашла в одном из шкафов накладную бороду и лохмотья, в которые Другие переодевались, чтобы сбить с толку спасшихся. Вернувшись в лагерь, она рассказала об этом Джеку. Так выяснилось, что Другие не те, за кого себя выдают. («Декретный отпуск», 15-я серия 2-го сезона). Когда Джек собрался обменять Бена на Уолта, он отправился к черте, которую Другие запретили им пересекать, и взял с собою Кейт. По пути, подобрав с земли приманку в виде игрушки, они попались в сетку-ловушку и, пока не выпутались, какое-то время провисели лицом к лицу на дереве. («S.O.S.», 19-я серия 2-го сезона).
Когда после долгого отсутствия в лагерь вернулся Майкл, Кейт вошла в состав группы из пятерых человек, которую он набрал, чтобы выручить своего сына. По дороге она заметила, что за ними следят враги, и Сойер застрелил одного из них. После этого стало ясно, что Майкл предал своих товарищей. Затем Другие пленили всю группу и, отпустив Херли, отвезли Джека, Сойера и Кейт на станцию «Гидра». («Живём вместе, умираем поодиночке», 23-я серия 2-го сезона).

#### Сезон 3
Кейт очнулась на полу раздевалки. По предложению Тома она приняла душ и надела платье, после чего, к её удивлению, девушку отвели на пристань, где её ждал завтрак в компании Бена. На вопрос Кейт, к чему всё это, Бен ответил, что следующие две недели будут очень неприятными, поэтому он хочет, чтобы у неё осталось хотя бы одно хорошее воспоминание. Затем её посадили в клетку. («Повесть о двух городах», 1-я серия 3-го сезона).
Наутро её и Сойера отвели на работу и поручили дробить камни под присмотром Пиккета. Сойер решил спровоцировать охранника и у него на глазах поцеловал Кейт. Пиккет кинулся к ним, и аферисту почти удалось одолеть его, но Джульет, угрожая Кейт пистолетом, заставила его остановиться. Позднее Сойер признался, что таким образом хотел проверить, насколько сильны их противники. («Стеклянная балерина», 2-я серия 3-го сезона).
После неудачного покушения на Бена Сойеру сделали инъекцию неизвестного препарата, который якобы должен был вызвать разрыв сердца при ускорении сердцебиения. Не зная об этом, Кейт выбралась из клетки, протиснувшись через прутья, предложила другу бежать и, к своему удивлению, получила отказ. После смерти Колин, которую смертельно ранила Сун, Пиккет пришёл в ярость и жестоко избил мошенника. Он остановился, только когда добился от Кейт признания в любви к Сойеру. («Каждый сам за себя», 4-я серия 3-го сезона).
Затем Джульет отвела девушку в камеру Джека (они впервые увиделись после похищения), чтобы та уговорила доктора прооперировать Бена. Опасаясь за жизнь Сойера, Кейт попыталась повлиять на Джека, но он отослал её прочь, понимая, что Другие просто используют её. Вернувшись в клетку, Кейт снова выбралась на свободу, сломала замок на клетке Сойера и во второй раз начала уговаривать его бежать. Он объяснил, что побег невозможен, так как враги увезли их на другой остров. Тогда Кейт забралась к нему в клетку, и они занялись любовью. Затем Сойер признался, что любит её. Наутро явился Пиккет с твёрдым намерением убить Сойера. К счастью, в последнюю секунду ему передали по рации, что Джек не соглашается продолжать операцию Бена, пока пленников не отпустят. («Я согласна», 6-я серия 3-го сезона).
Кейт и Сойер бросились в джунгли. Другие немного погодя пустились за ними в погоню и едва не настигли, но паре помогла спрятаться Алекс. Она же пообещала отвести их к лодке, если они возьмут с собой её приятеля Карла. На берегу их догнал Пиккет. Он выстрелил в рацию Кейт, с помощью которой она должна была связаться с Джеком, и уже было собрался убить беглецов, но из леса неожиданно вышла Джульет и застрелила его. После этого Кейт вместе с Карлом и Сойером благополучно уплыли. («Не в Портленде», 7-я серия 3-го сезона).
После того, как они высадились на своём острове, Сойер не поддержал решение Кейт собрать команду и немедленно выдвинуться на помощь Джеку. Тем самым он сильно разочаровал девушку, и она по возвращении в лагерь отправилась в поход без него, взяв с собой Локка, Саида и Руссо. («Введите 77», 11-я серия 3-го сезона). Ориентируясь по карте, которую Саид забрал у Бакунина на станции «Пламя», они добрались до ограждения из металлических столбов, которое защищало поселение Других от проникновения извне, и Кейт первая перебралась через барьер. («Авиапочта», 12-я серия 3-го сезона). Разыскав поселение и спрятавшись в зарослях, спасшиеся увидели, как Джек вполне мирно играет в футбол с Томом. Кейт хотела не мешкая броситься к нему, но Саид посоветовал дождаться темноты. Ночью она пробралась к Джеку, но, так как в комнате была установлена камера, её (а потом и Саида) тут же схватили Другие. После того, как её связали и заперли, девушку навестил Джек. Он признался, что заключил сделку с Другими и скоро покинет остров, но пообещал обязательно вернуться за ней. («Человек из Таллахасси», 13-я серия 3-го сезона).
Кейт осталась сидеть в комнате. Джульет принесла ей еды, но Кейт взяла палку и попыталась ударить другую, чтобы сбежать. Но Джульет перехватила удар и повалила Остин. Девушка осталась без завтрака. В один день Кейт посмотрела в окно и увидела других, куда-то уходящих. До этого её проведал Локк, который увидел на острове своего отца. Он сказал, что уходит с Другими, и попросил прощения. После в окно бильярдной кинули газовую гранату. Кейт стало плохо, и она потеряла сознание. Очнулась она уже в джунглях скованной наручниками с Джульет. Кейт вынула ножик из кармана спящей другой, но та перехватила нож и сказала, что им оковы не откроешь. Тогда девушки встали и пошли к лагерю ушедших Других.
Ночь. Кейт в злости перебрасывает Джульет через себя и случайно выворачивает ей плечо. Кейт говорит, что не хотела этого. Вдруг сзади слышится шорох и странные звуки. Кейт поднимает другую, и они бегут в чащу. Там они находят разваленное дерево, садятся на него. Джульет убеждает Кейт вправить ей руку. Она говорит девушке, что та разбила сердце Джеку, переспав с Сойером в клетке. Поэтому Джек не хотел, чтобы Кейт за ним возвращалась. Подавленная, она дёргает руку Джульет с поворотом…
Вскоре наступает утро. Звуки прекратились. Кейт говорит другой вставать и идти. Сзади снова появляются звуки, но намного ближе. Джульет и Кейт со всех ног бросаются к деревне Других. Сзади оказывается «чёрный дым». Когда девушки пробегают через отключённый барьер, Джульет неожиданно включает электричество, и «дым» ударяет током. Тот улетает назад в джунгли. Джульет вдруг достаёт из кармана ключ от наручников и освобождает Остин и себя. Другая сказала Кейт, что не открывала наручники, надеясь, что хоть Остин не бросит её.
Девушки заходят в лагерь Других. Все ушли. Кейт нашла Джека, а Джульет — Саида. 4 брошенных отправились в лагерь «островитян».

#### Сезон 4
Кейт спасается с острова на яхте Пенни вместе с Джеком, Сун, Хьюго, Саидом и Десмондом. После спасения Кейт говорит всем, что Аарон её ребёнок.

#### Сезон 5
Кейт возвращается на остров. На острове она попадает в 1977 год. Там она встречает Сойера (Джеймса Форда). Между ними ничего нет, по причине того, что Джеймс на протяжении трёх лет состоит в отношениях с Джульет.

#### Сезон 6
Кейт улетела с острова. В альтернативной реальности она снова была в бегах, столкнулась с Клер, Сойером. Она попала в церковь вместе с остальными. Она наконец воссоединилась с Джеком, вместе они перешли на следующий уровень.